# Maison du sel (Wissembourg)
La maison du sel est un monument historique situé à Wissembourg, dans le département français du Bas-Rhin.

## Localisation
Ce bâtiment est situé aux 2, 2a rue du Marché-aux-Poissons à Wissembourg.

## Historique
L'édifice fait l'objet d'une inscription au titre des monuments historiques depuis 1998.

## Architecture

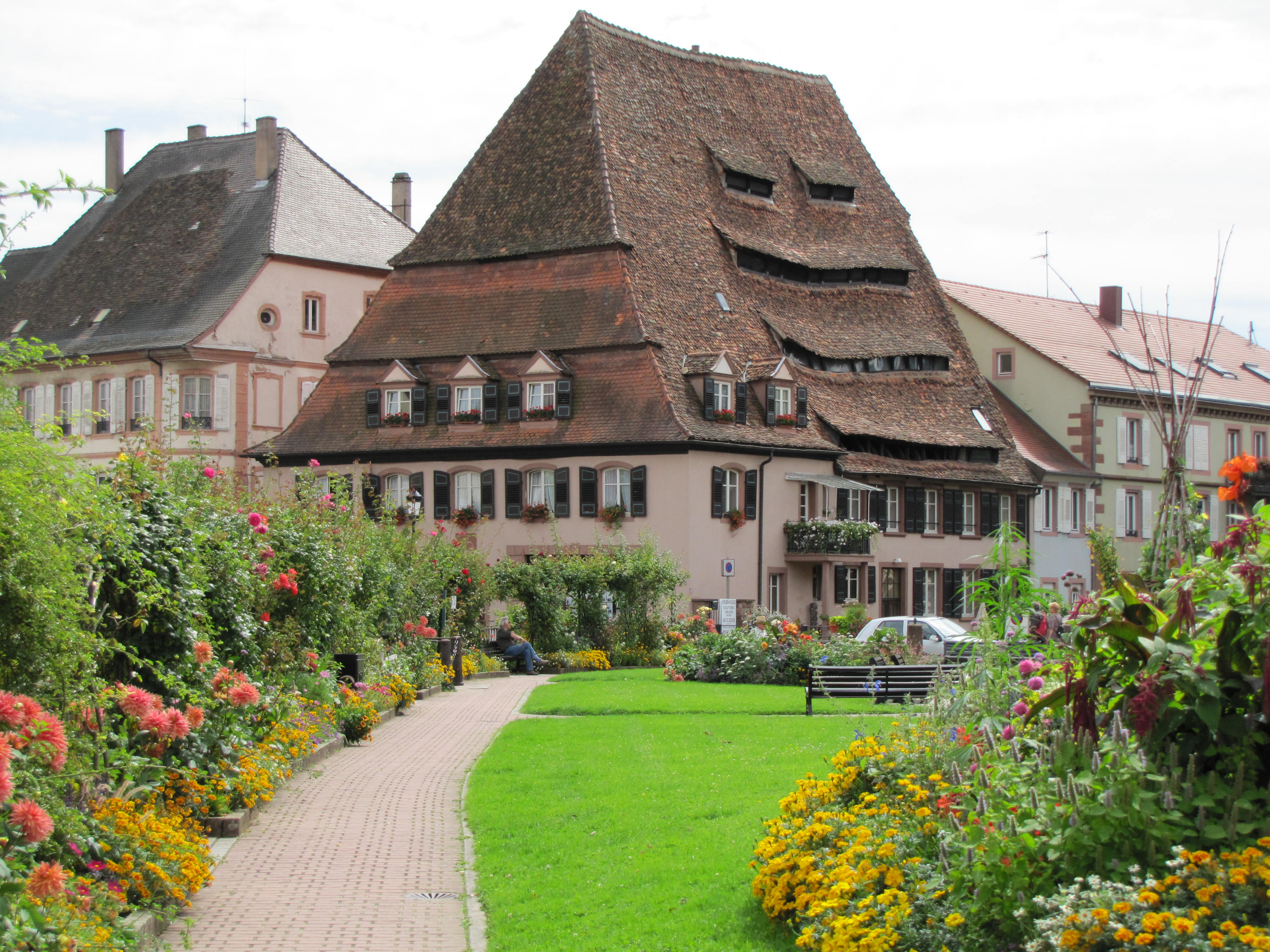
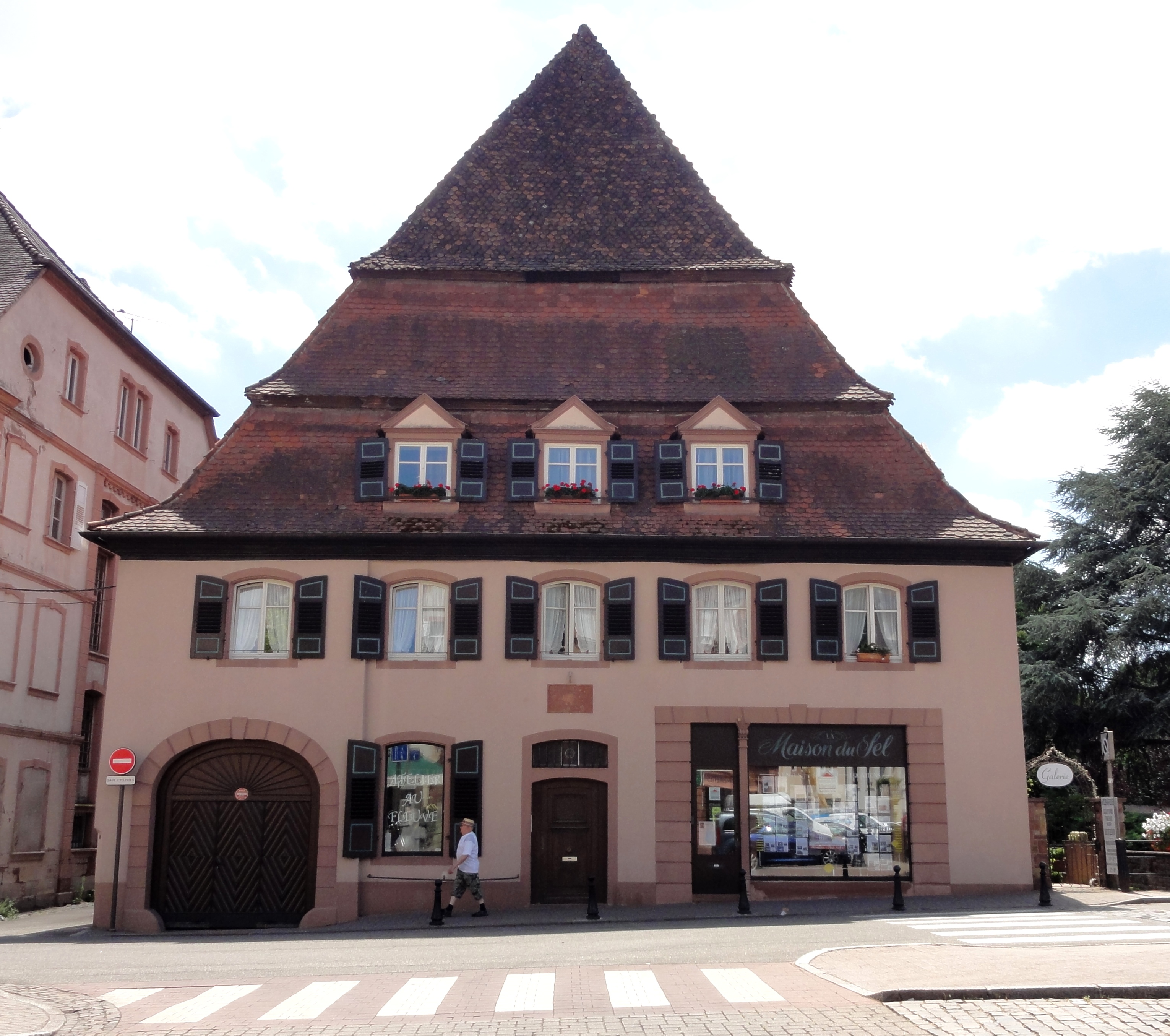
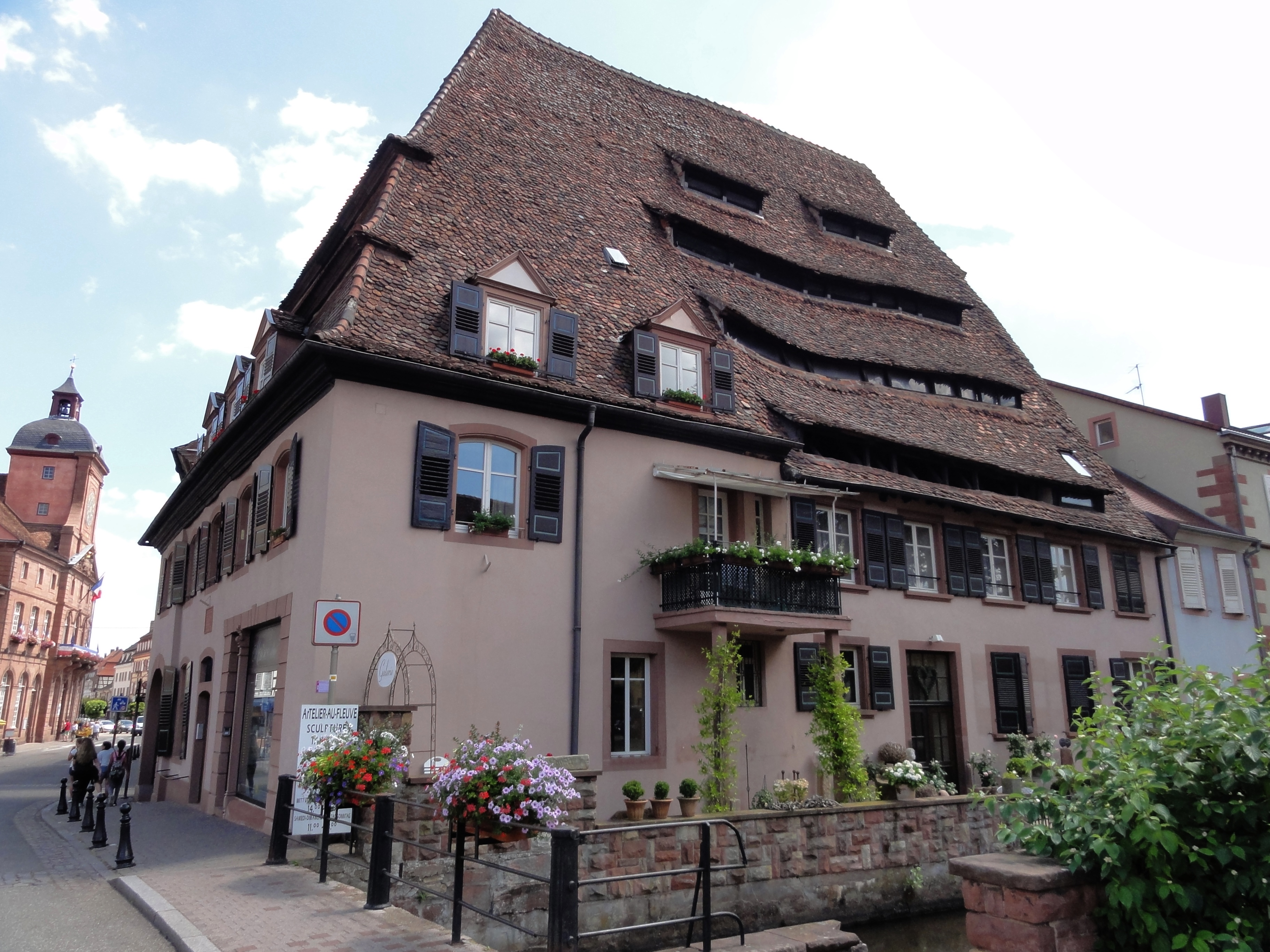
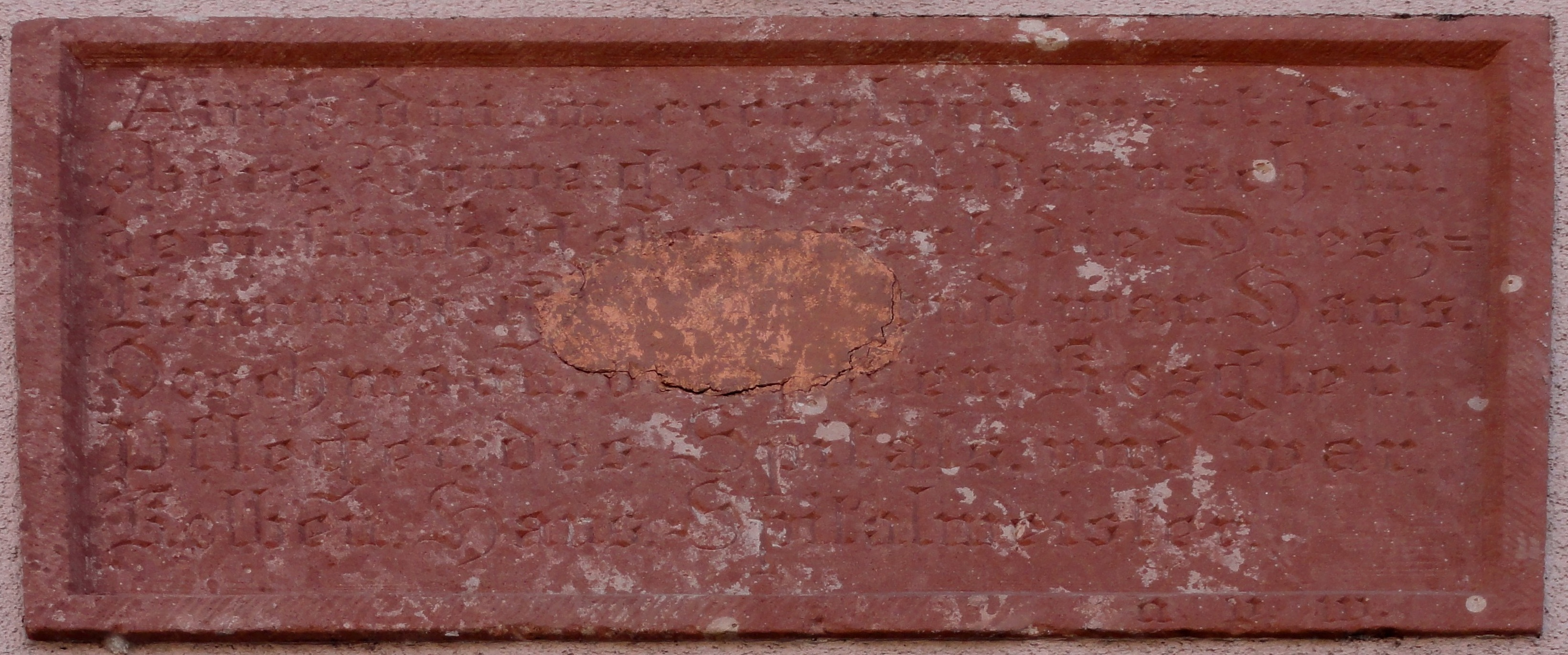